# Колесников, Юрий Вениаминович
Юрий Вениаминович Колесников (род. 1935) — советский журналист, работавший в области популяризации науки.
В 1959 году окончил электромеханический факультет Московского энергетического института.
Статьи Ю. В. Колесникова, посвящённые различным проблемам космонавтики, астрономии, биологии, истории, регулярно публиковались в журналах «Знание — сила», «Наука и жизнь», различных газетах.

## Публикации
Ю. В. Колесников является автором ряда научно-популярных книг и статей, посвящённых изучению космоса:
- Колесников Ю. В. Космос — Земле. — М.: Детская литература, 1987. — 126 с.
- Колесников Ю. В., Глазков Ю. Н. На орбите — космический корабль. — М.: Педагогика, 1980. — 128 с.
- Глазков Ю. Н., Колесников Ю. В. В открытом космосе. — М.: Педагогика, 1990. — 128 с. — (Библиотечка Детской энциклопедии «Учёные — школьнику»). — ISBN 5-7155-0200-4.
- Колесников Ю. В. Вам строить звездолеты. — М.: Детская литература, 1990. — 206 с. — 100 000 экз. — ISBN 5-08-000617-X.
- Колесников Ю. В. Возвращение «Салюта-7» // «Земля и Вселенная» : научно-популярный журнал. — М.: Наука, 1991. — № 4. — С. 41—44.